# Старый Уральск
Старый Уральск — историко-краеведческий музей Уральска, созданный в 2003 году на общественных началах и фактически являющийся центром культурной жизни яицких (уральских) казаков в Казахстане.

## Создание народного музея

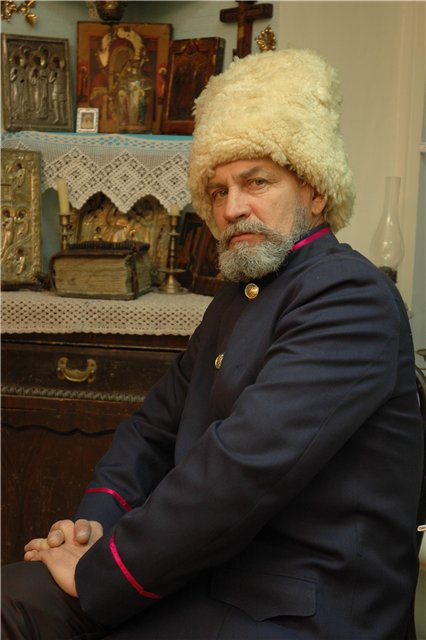
А. П. Ялфимов ведёт экскурсию по музею «Старый УральскЪ», 2015

Народный музей «Старый Уральскъ» создан в 2003 году по инициативе попечителя музея Натальи Акимовны Сладковой (14.02.1950, Уральск—4.09.2014, Уральск). Началом истории музея стала краеведческая выставка «Старый УральскЪ», открывшаяся 17 января 2003 года в помещении книжного магазина «Оптима». В её экспозиции были представлены предметы из личных коллекций ряда местных историков и краеведов, рассказывающих об истории Уральска, а также картины известного уральского художника Николая Микушкина. Изначально рассчитанная на 10 дней, выставка вызвала столь большой интерес общественности, что её неоднократно продлевали. В результате на её базе была сформирована постоянная экспозиция музея, разместившаяся в пристройке к зданию банка 1910 года постройки.
Коллектив музея состоял из местных историков, краеведов и писателей, представителей городской общественности и бизнес-сообщества Уральска: А. Курлапова, И. Брындина, Алексея Чистякова, Юрия Асманова, Николая Чеснокова, А. Трегубова, Александра Ялфимова, Аркадия Завгороднего и других. Директором музея стал местный краевед, коллекционер Геннадий Мухин.
В 2005 году был образован Общественный фонд «Старый Уральскъ», который в определённой мере обеспечил правовые условия для деятельности музея.
Музей осуществляет свою деятельность на общественных началах. Экскурсии в музее проводятся бесплатно.
4 мая 2018 года за большой вклад в сохранение российской культуры и исторического наследия в Республике Казахстан коллектив общественного культурно-просветительского фонда «Старый Уральскъ» удостоился Благодарности Президента Российской Федерации.

## Экспозиция и коллекции музея

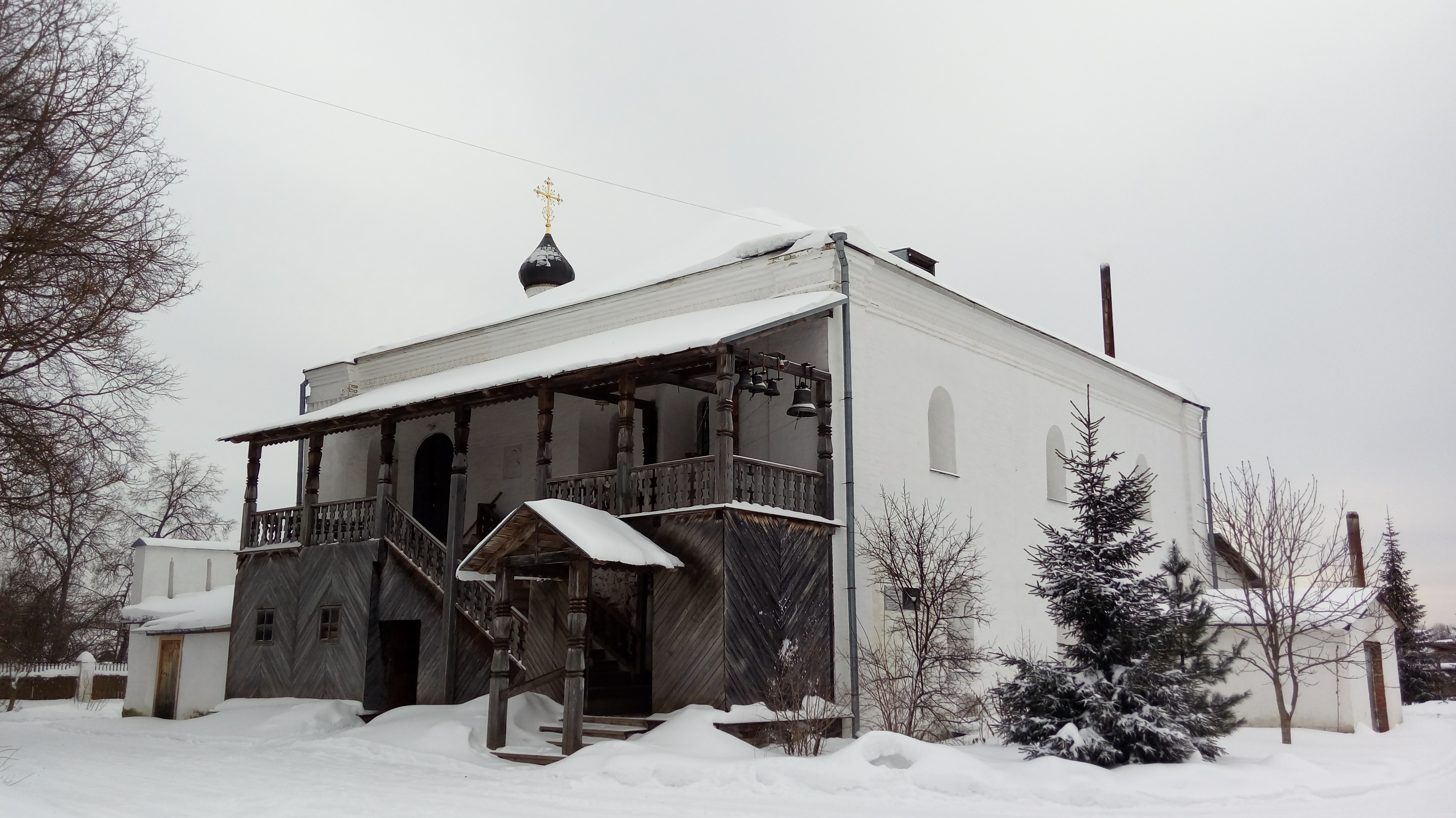
Разрушенная Петропавловская церковь в Уральске

Экспозиция музея расположена в нескольких залах и состоит из экспонатов, пожертвованных в музей или приобретенных Фондом на средства благотворителей.
Каждый из залов музея имеет свою специфику. Первый зал посвящён старому облику Уральска, сохранившемуся не только на фотографиях, но и в нынешней исторической застройке. Особое место занимает экспозиция, посвященная героям и участникам Великой Отечественной войны, уроженцам Приуралья. В центральном зале расположены макеты разрушенных в советское время памятников архитектуры — Александро-Невского Собора, Петропавловской церкви, Триумфальной арки и здания вокзала. В последнем зале представлены уникальные экспонаты, принадлежавшие русскому писателю и драматургу Валериану Правдухину.
В музее есть археологический отдел, представленный памятниками древнейших культур на территории Западно-Казахстанской области — керамика, кости ископаемых животных. Обширны коллекции православных икон и окладов, старообрядческих и краеведческих книг, мебели и предметов интерьера, предметов быта, нумизматики. В музее собрана богатейшая коллекция старинных фотографий Уральска и фотографий уральцев 1880—1950 годов. Значительная часть экспонатов представляет военную историю региона.
Отдельно выделяются предметы изобразительного искусства — в собрании музея 112 картин 34-х художников, большинство которых — уральцы или их потомки: Сергей Сайбель, Виктор Адольфович Котельников-Гофман, Елена Кабанова и другие. Работы объединены одной темой — любовью к родному городу и краю.

## Деятельность фонда «Старый Уральскъ»

### Общественная деятельность
В 2005 году совместно с Фондом Евразийских ученых сотрудники музея инициировали вопрос реставрации ряда культовых сооружений Уральской епархии, среди которых Храм Иоанна Предотечи (Уральск), церковь Николы Чудотворца (пос. Серебряково), храм св. Александра Невского (пос. Малый Чаган), Петропавловская церковь (пос. Скворкино), Храм Рождества Христова (пос. Коловертный), храм Марии Магдалины (Мергенево), церковь (пос. Котельный), сожженная в 1990-х годах.
В 2013 году коллектив музея взял на себя руководство проведением мероприятий, посвященных 400-летнему юбилею Уральска.
В 2014 году в центре Уральска установлен памятник писателю Никите Савичеву на улице его имени. Памятник изготовлен на общественные средства, сбор которых инициировало руководство музея «Старый Уральскъ».
В 2016 году учредители фонда неоднократно выражали озабоченность ономастической политикой региона и выступали за сохранение исторических наименований ономастических объектов.
В 2018 году фонд «Старый Уральскъ» в рамках реализации идей послания Президента Казахстана Н. А. Назарбаева «Рухани жаңғыру» передал в управление «Рухани жангыру» областного акимата Западно-Казахстанской области историко-культурологический проект «Евразийский урбанизм старого Уральска», успешная реализация которого позволит собрать и обобщить документальные материалы по истории градостроительства и архитектуры города, восстановить внешний вид и некоторые интерьеры городских зданий и сооружений, архитектурный облик старого Уральска.
В 2024 году культурно-просветительский фонд «Старый Уральскъ» выступил одним из организаторов выставки «Лица старого Уральска», приуроченной к 100-летию со дня рождения уральского художника Виктора Гофмана-Котельникова, кроме его работ на выставке был представлен портрет преподавателя Фролова И.М. (автор уральский художник Влад Яроцкий), портрет уральского казака, историка и бытописателя Железнова И.И. (автор донской художник Евгений Орлов) и другие полотна.

### Издательская деятельность
Фонд занимается издательской деятельностью, выпуская книги историко-краеведческой направленности в серии «Уральская библиотека».
На 2018 год их 77, среди них как работы современных авторов: Геннадия Доронина, Николая Чеснокова, Юрия Асманова и других, так и репринтные дореволюционные издания Иосафа Железнова, Никиты Савичева, Николая Бородина, Петра Симона Палласа.
Музей регулярно проводит презентации издаваемой литературы и иные мероприятия.

##### Избранные труды серии «Уральская библиотека»
- Трегубов А. Г. От Гугни до Толстова: атаманы Яицкого казачьего войска и наказные атаманы Уральского казачьего войска. — Уральск: Оптима, 2003.
- Чесноков Н. Г. На куполах столетий отблеск (Уральск сто лет назад). — Уральск: Оптима, 2003.
- Ялфимов А. П. Казачий норов. — Уральск: Оптима, 2003. — 171 с.
- Асманов Ю. И. Записки старого газетчика. — Изд. 2-е доп.. — Уральск: Оптима, 2005. — 220 с. — ISBN ISBN 9965-9370-9-5.
- Курлапов А. Курени: история древности и средневековья долины реки Яик-Урал. — Уральск: Оптима, 2005. — 270 с. — ISBN 9965-9370-2-8.
- Щербанов Н. Поехал я в Уральск. — 2-е изд. с доп.. — Уральск: Оптима, 2006. — 168 с. — ISBN 9965-9370-7-9.
- Доронин Г. Н. Бершарал. — Уральск: Оптима, 2006.

## Внешние видеоссылки
Народный музей «Старый Уральскъ» (октябрь 2019 г.)